# Carl Ernst Otto Kuntze
Carl Ernst Otto Kuntze (23. června 1843 Lipsko, Sasko, Německo – 27. ledna 1907 Sanremo, Ligurie, Itálie) byl německý botanik, mykolog a taxonom.

## Životopis
Otto Kuntze se narodil v saském Lipsku. Vychodil zde reálku a odbornou školu, kde se vyučil lékárníkem. Již od mládí se zajímal o botaniku a v okolí Lipska sbíral nejrůznější rostliny. V roce 1867 uveřejnil práci s názvem Kapesní květena Lipska (Taschen-Flora von Leipzig), kde tyto rostliny popsal, a práci Reforma německých ostružin (Reform deutscher Brombeeren), v níž popsal rod ostružiník. V té době již pobýval v Berlíně, kde mezi roky 1863 a 1866 pracoval jako obchodník. Cestoval přitom po Střední Evropě a po Itálii. Svůj volný čas trávil sběrem rostlin v okolí Berlína. Při těchto výpravách jej často doprovázeli botanici Alexander Braun a Paul Ascherson. Roku 1868 se vrátil zpět do Lipska a založil zde továrnu na výrobu esenciálních olejů, která byla tak úspěšná, že se po pouhých pěti letech mohl nadále plně věnovat pouze svému koníčku – botanice.
V letech 1874 až 1876 cestoval po světě. Navštívil oblast Karibiku, Jižní Ameriku, 14 států USA, Japonsko, Čínu, Jihovýchodní Asii a Indii. Při těchto cestách nasbíral asi 7700 vzorků rostlin a dal též dohromady etnologickou sbírku, kterou získalo Lipské etnografické muzeum. Poznatky z těchto cest zveřejnil roku 1881 v knize Kolem světa (Um die Erde).
V letech 1876–1878 studoval v Berlíně a v Lipsku přírodní vědy. Svá studia zakončil ve Freiburgu, kde obdržel doktorát. Svoji disertační práci o chinovníku zveřejnil pod názvem Monografie rodu chininovník L. (Monographie der Gattung Cinchona L.). V následujících letech se věnoval botanické systematice. Od roku 1884 do roku 1890 třídil a popisoval rostliny, které dříve nasbíral. Pracoval jak v Berlíně, tak v Královských botanických zahradách v Kew u Londýna. Mezitím navštívil roku 1886 ruskou Jihozápadní Asii a v letech 1887–1888 pobýval na Kanárských ostrovech. Poznatky z obou cest začlenil do své zásadní práce, třísvazkového pojednání Revize rostlinných rodů (Revisio Generum Plantarum).

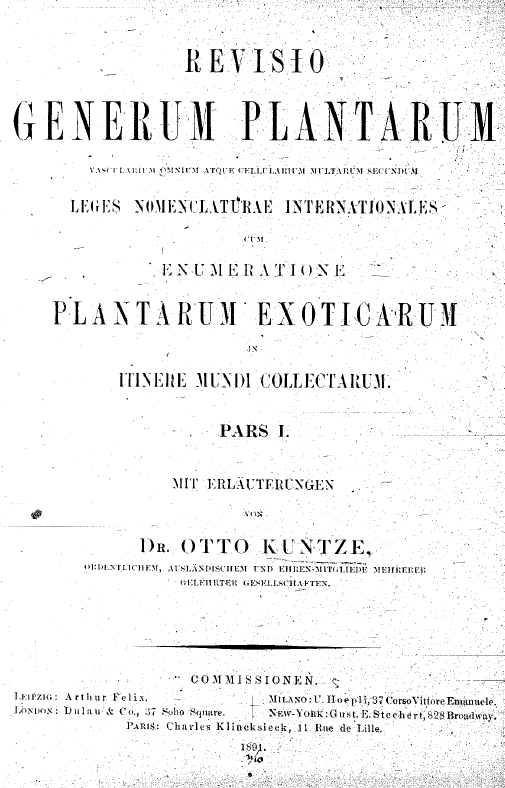
Titulní strana Revize rostlinných rodů

Botanickou sbírku ze svých cest, jež obsahovala 7700 herbářových položek, publikoval postupně ve třech svazcích. První dva svazky Revize rostlinných rodů vydal v roce 1891. Její zveřejnění způsobilo v botanickém světě poprask, protože Kuntze přišel se zcela novým taxonomickým pojetím. Botanici jeho práci zhusta odmítali, nebo dokonce záměrně ignorovali. Počátkem 90. let se opět vypravil do Jižní Ameriky, kde navštívil téměř všechny státy. Nezdolán hlasy svých kritiků uveřejnil roku 1893 třetí svazek své Revize, do něhož zařadil poznatky a nově nasbírané rostliny ze své jihoamerické cesty.
Roku 1894 navštívil země Jižní Afriky a německé kolonie v Africe. V zimě roku 1895 se přestěhoval do italského Sanrema, kde strávil poslední dva roky svého života. V roce 1904 se naposledy vydal na velkou cestu, při níž navštívil Austrálii, Nový Zéland, Cejlon, Samou, Havaj a USA.
V roce 1905 se zúčastnil Druhého mezinárodního botanického kongresu ve Vídni, kde se projednávaly otázky stanovení mezinárodního kódu botanické nomenklatury. Po kongresu se jeho zdravotní stav zhoršil, až nakonec Otto Kuntze v lednu 1907 v Saremu zemřel.
Ačkoli prohlašoval, že se pouze pečlivě držel běžných postupů, jeho převratný přístup k botanické nomenklatuře vytvořil rozkol mezi soupeřícími systémy taxonomických pravidel, jež byly předchůdci současného Mezinárodního kódu nomenklatury řas, hub a rostlin. Tento konflikt vyvrcholil právě na Druhém mezinárodním botanickém kongresu ve Vídni v roce 1905, dva roky před Kuntzeho smrtí. Jeho nekompromisní reakce na odlišné názory způsobila, že mu zůstala zavřena většina dveří akademického světa, zejména v Evropě.
Kuntzeho práce jasně ukázala nedostatečnost předchozích přístupů k botanické nomenklatuře. Skupina amerických botaniků přišla v roce 1892 s jiným systémem pravidel, takzvaným Rochesterským kódem, který nabídli jako alternativu Mezinárodního kódu. Tento rozkol byl vyřešen až v roce 1930.
Standardní botanická zkratka Carla Ernsta Otto Kuntzeho v autoritních údajích u vědeckých jmen botanických taxonů je Kuntze.

## Vědecké dílo
- Taschen-Flora von Leipzig (Kapesní květena Lipska, 1867)
- Rubus-Reform deutscher Brombeeren (Reforma německých ostružin, 1867)
- Monographie der Gattung Cinchona L. (Monografie rodu chininovník L., 1878)
- Um die Erde (Kolem světa, 1881)
- Plantae orientale-rossica (Rostliny východního Ruska, 1887)
- Revisio generum plantarum (Revize rostlinných rodů, 1891, 1893)
- Geogenetische Beiträge (Geogenetické příspěvky, 1895)
- Lexicon generum phanerogamarum (Lexikon rodů jevnosnubných, 1902)